# Eskilsø
Eskilsø ist eine dänische Insel im Roskildefjord, welcher den Norden der Insel Seeland einschneidet. Bei einer Fläche von 1,39 km² zählt die Insel nur noch 4 Einwohner (1. Januar 2023). Eskilsø befindet sich im Besitz der Naturschutzstiftung Erick og Ingrid Struckmanns Naturfredningsfond. Auf der Insel befinden sich die Überreste der Klosterkirche des Klosters Eskilsø aus dem 12. Jahrhundert. Verwaltungstechnisch gehört Eskilsø zum Kirchspiel Selsø (Selsø Sogn in der Harde Horns Herred im damaligen Frederiksborg Amt). Ab 1970 gehörte es zur Skibby Kommune, die mit der Kommunalreform zum 1. Januar 2007 in der Frederikssund Kommune in der Region Hovedstaden aufgegangen ist.